# Diplosiphon tetrastylus
Diplosiphon tetrastylus är en plattmaskart som beskrevs av Timoshkin OA 1986. Diplosiphon tetrastylus ingår i släktet Diplosiphon och familjen Rhynchokarlingiidae. Inga underarter finns listade i Catalogue of Life.